# دوك تشيذام
دوك تشيذام (بالإنجليزية: Doc Cheatham)‏ هو موزع أمريكي، ولد في 13 يونيو 1905 في ناشفيل في الولايات المتحدة، وتوفي في 2 يونيو 1997 في واشنطن العاصمة في الولايات المتحدة.

## وصلات خارجية
- دوك تشيذام على موقع IMDb (الإنجليزية)
- دوك تشيذام على موقع ميوزك برينز (الإنجليزية)
- دوك تشيذام على موقع أول ميوزيك (الإنجليزية)
- دوك تشيذام على موقع ديسكوغز (الإنجليزية)
- دوك تشيذام على موقع قاعدة بيانات الفيلم (الإنجليزية)